# Valle Gran Rey
Das Valle Gran Rey (Tal des großen Königs, gemeint ist Hupalupa, ein König der Gomeros) bildet eine Gemeinde der Kanareninsel La Gomera. Sitz der Verwaltung ist seit 1930 der Ort La Calera.

## Ortsteile
Die Gemeinde besteht in Valle Bajo (unteres Tal) aus den Hauptorten La Calera (am Hang), La Playa,  Borbalán und Vueltas (am Hafen). Zu Valle Alto (oberes Tal) werden unter anderem  Los Granados, El Hornillo, La Vizcaïna und El Retamal gezählt. Außerhalb des Tales gehören zur Gemeinde unter anderem die Weiler Taguluche, Las Hayas und Arure, die letzteren beiden dicht am Nationalpark Garajonay liegend.

## Charakter
Das Tal bietet dank seiner terrassierten Kulturlandschaft mit einer Fülle von Palmen, den ausgedehnten Bananenplantagen und vielen verstreut liegenden kleinen Häusern einen geradezu exotischen Anblick. Hier hat es in den 1970er und 1980er Jahren besonders viele Hippies hingezogen. Mitunter wurde das Tal mit Aussteiger-Orten wie Goa oder Kathmandu verglichen.
Die Gemeinde Valle Gran Rey verfügt auf der Insel La Gomera über die mit Abstand höchste touristische Nutzung. Das Tal ist seit dem Ausbau der Zufahrtsstraße und dem Hafenausbau gut zu erreichen. Es gab eine deutliche Zunahme von Hotels und touristischen Appartementhäusern von insgesamt rund 1400 Betten zwischen 1990 und 2005. Damit könnte aus dem bisherigen Individualtourismus nach und nach ein Massentourismus entstehen.

## Verkehr
Zum Tal Valle Gran Rey gibt es nur eine Zufahrtsstraße. Diese führt vom Tal bis in den Nationalpark Garajonay. Von dort verbindet die Hauptstraße das Tal mit der Hauptstadt und dem Hafen von San Sebastián.
Die Buslinie 1 verbindet das Valle mit der Inselhauptstadt San Sebastian über den Nationalpark drei- bis fünfmal täglich.
Nach dem Ausbau des Hafens in Vueltas kann Valle Gran Rey auch von Handels- und Kreuzfahrtschiffen angelaufen werden. Von November 2008 bis Februar 2009 bediente die Reederei Garajonay Express eine Schnellbootlinie zwischen Los Cristianos (Teneriffa) und Vueltas im Valle Gran Rey. Ab März 2009 übernahm die Fred Olsen S.A. diese Linie bis zum 1. Februar 2012.
Am 14. November 2020 machte ein Felssturz die Straße von Vueltas zur Playa de Argaga in der Gemeinde Vallehermoso unpassierbar und sie wurde von Amts wegen endgültig gesperrt. Die Anwesen sind seither nicht mehr mit Landfahrzeugen erreichbar. Der Felssturz verfehlte einige geparkte Fahrzeuge nur knapp, niemand kam ernsthaft zu Schaden. In der Vergangenheit gab es an dieser Stelle Felsabbrüche mit Todesfällen. Entsprechende Schilder warnten vor der Gefahr.

## Interessante Orte
Hoch über dem Tal mit Blick auf die Anbauterrassen bis hin zum Meer hat der lanzarotenische Künstler César Manrique im Jahre 1989 den Aussichtspunkt Mirador del Palmarejo erschaffen. Durch die großen Panoramascheiben des darin befindlichen Restaurants hat man eine gute Aussicht. Das Restaurant wurde von einer Berufsfachschule für Hotel und Gastronomie betrieben, jedoch aus wirtschaftlichen Gründen aufgegeben.
Bei Arure befindet sich der Mirador El Santo mit der Kapelle Ermita del Santo. Von dort sieht man in westlicher Richtung den Ort Taguluche.
Oberhalb von El Guro befindet sich in der Schlucht Barranco de Arure der Wasserfall Salto de Agua.
Eine Statue des Guanchenrebellen Hautacuperche steht am südlichen Anfang der Strandpromenade.

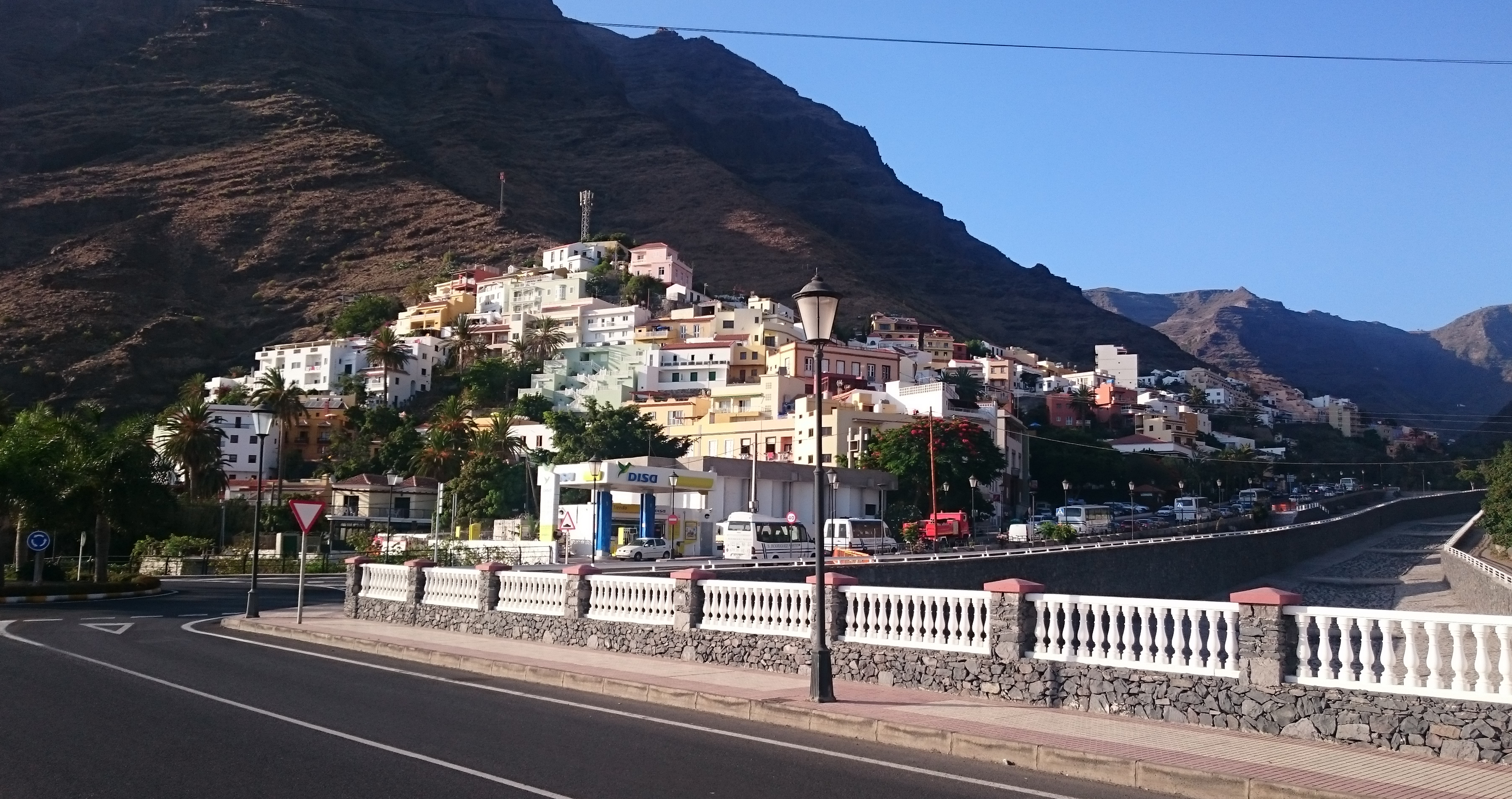
Die Ortschaft La Calera im Valle Gran Rey
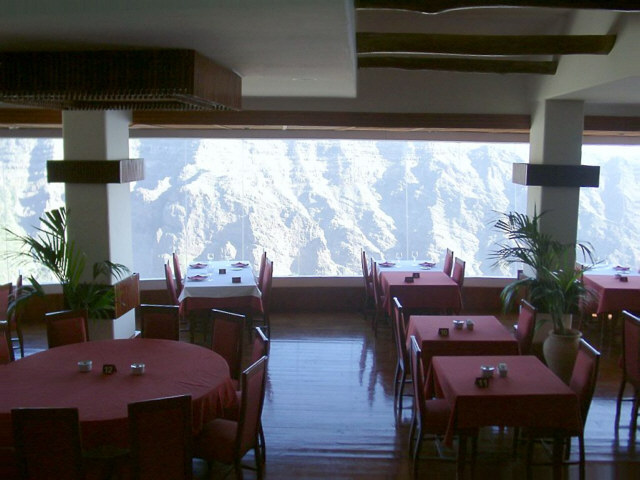
Mirador del Palmarejo, Restaurant
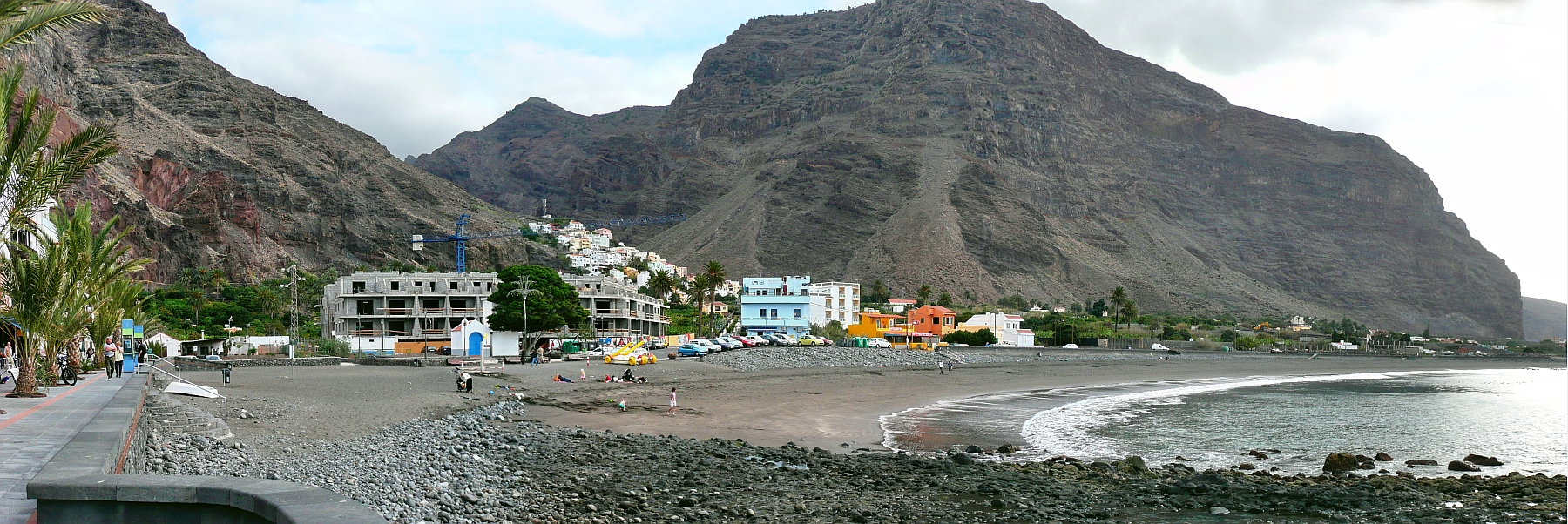
Der Strand im Ortsteil La Playa
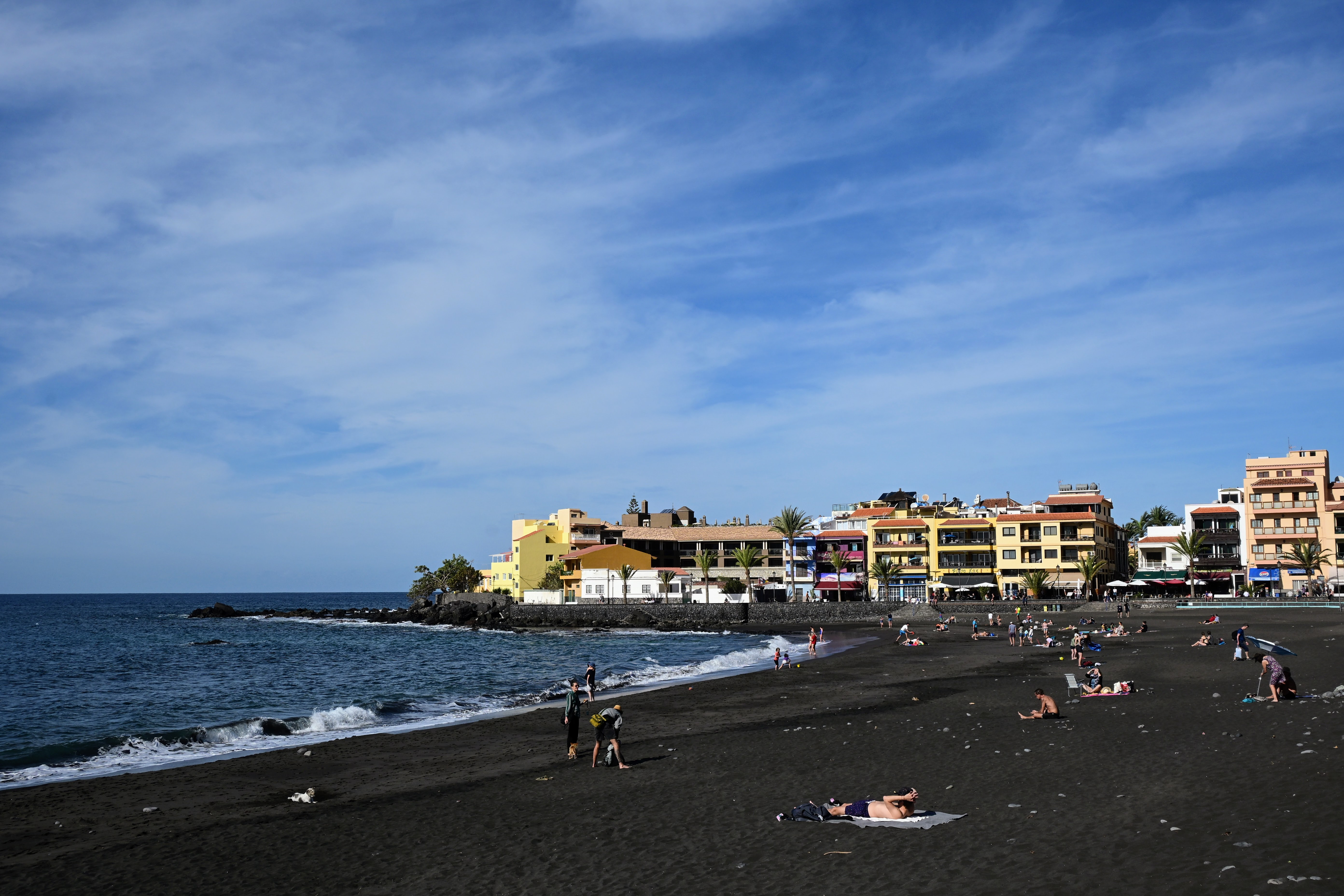
Der Strand im Ortsteil La Playa
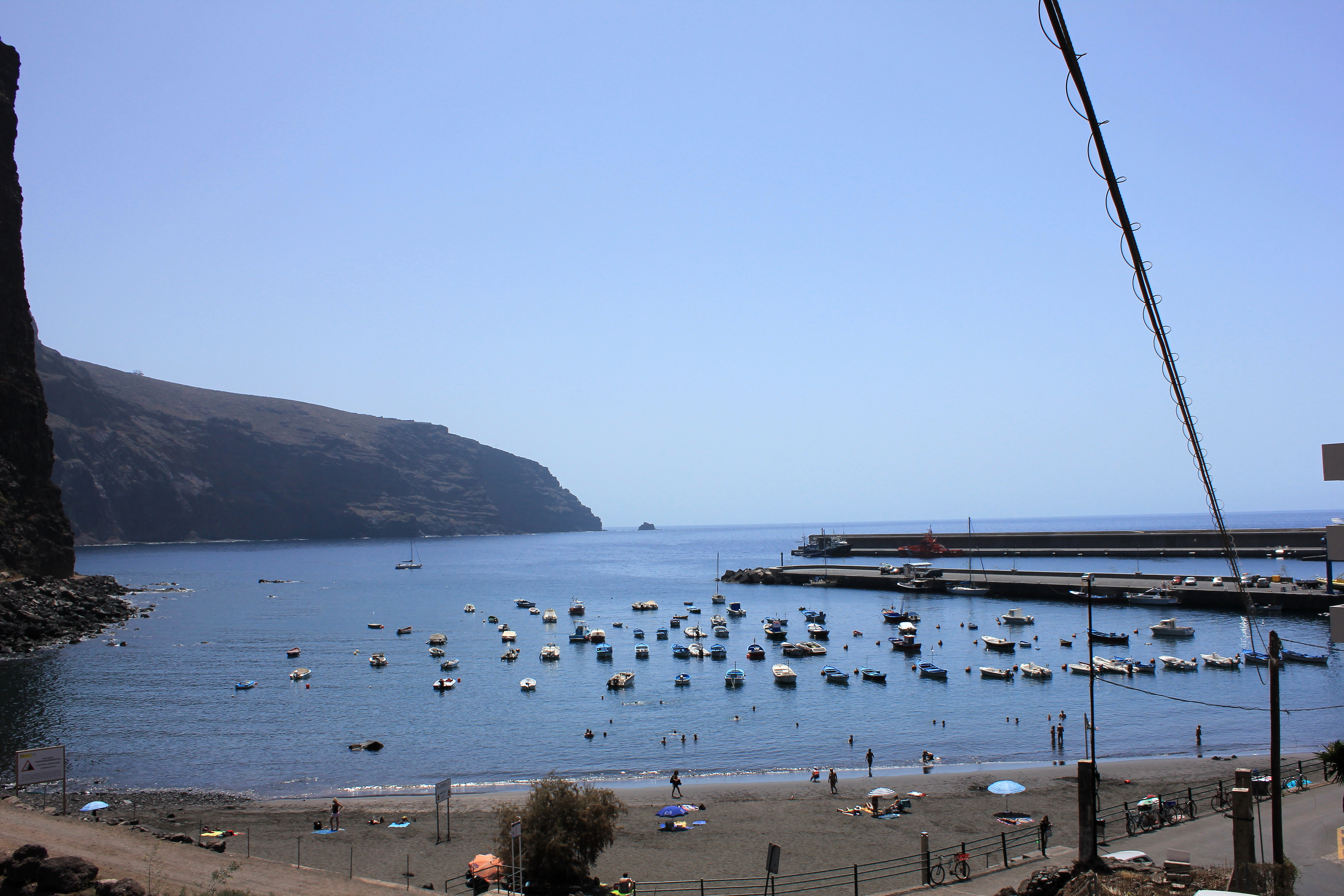
Blick auf den Hafen von Vueltas
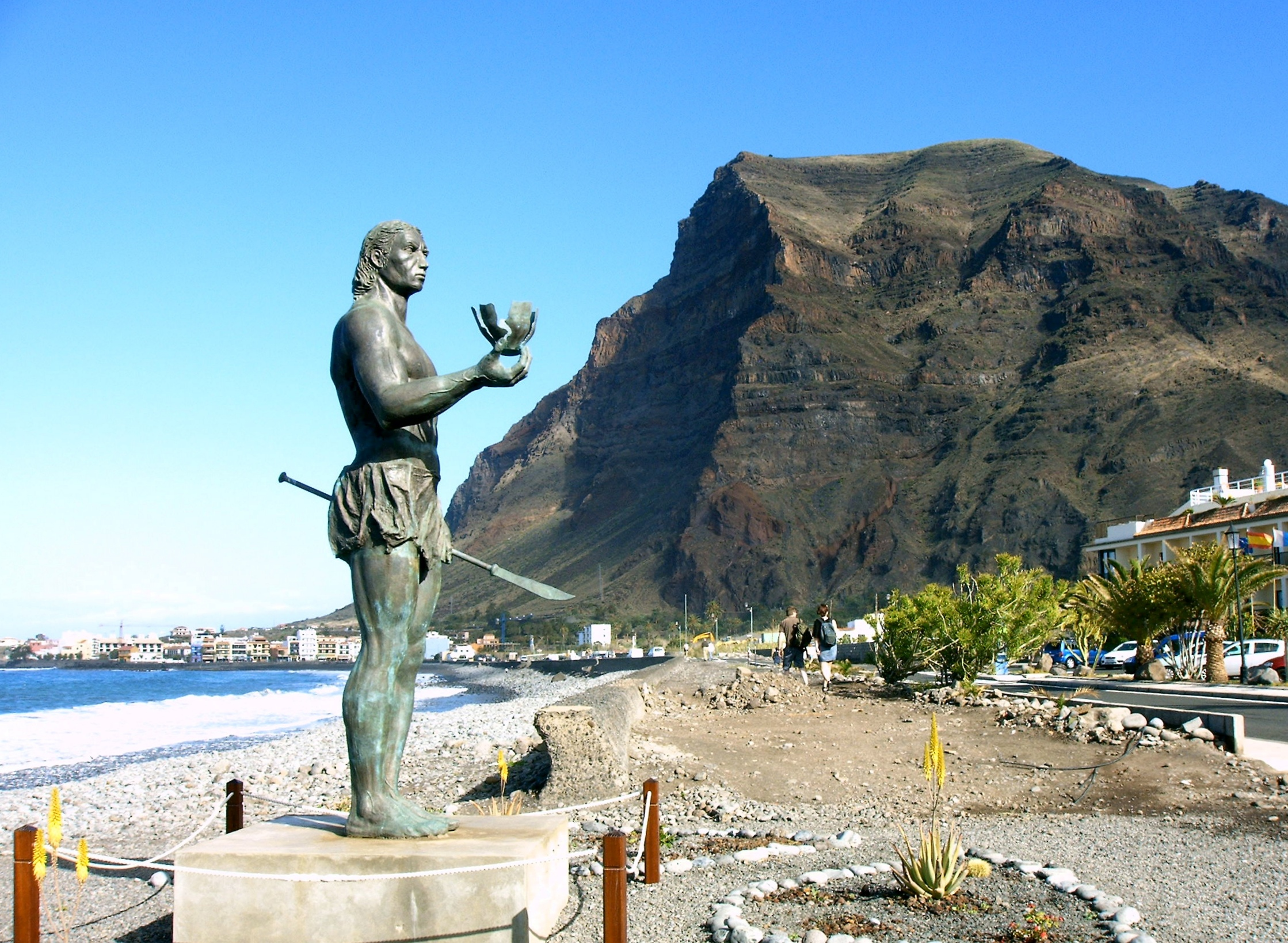
Statue des Rebellen Hautacuperche
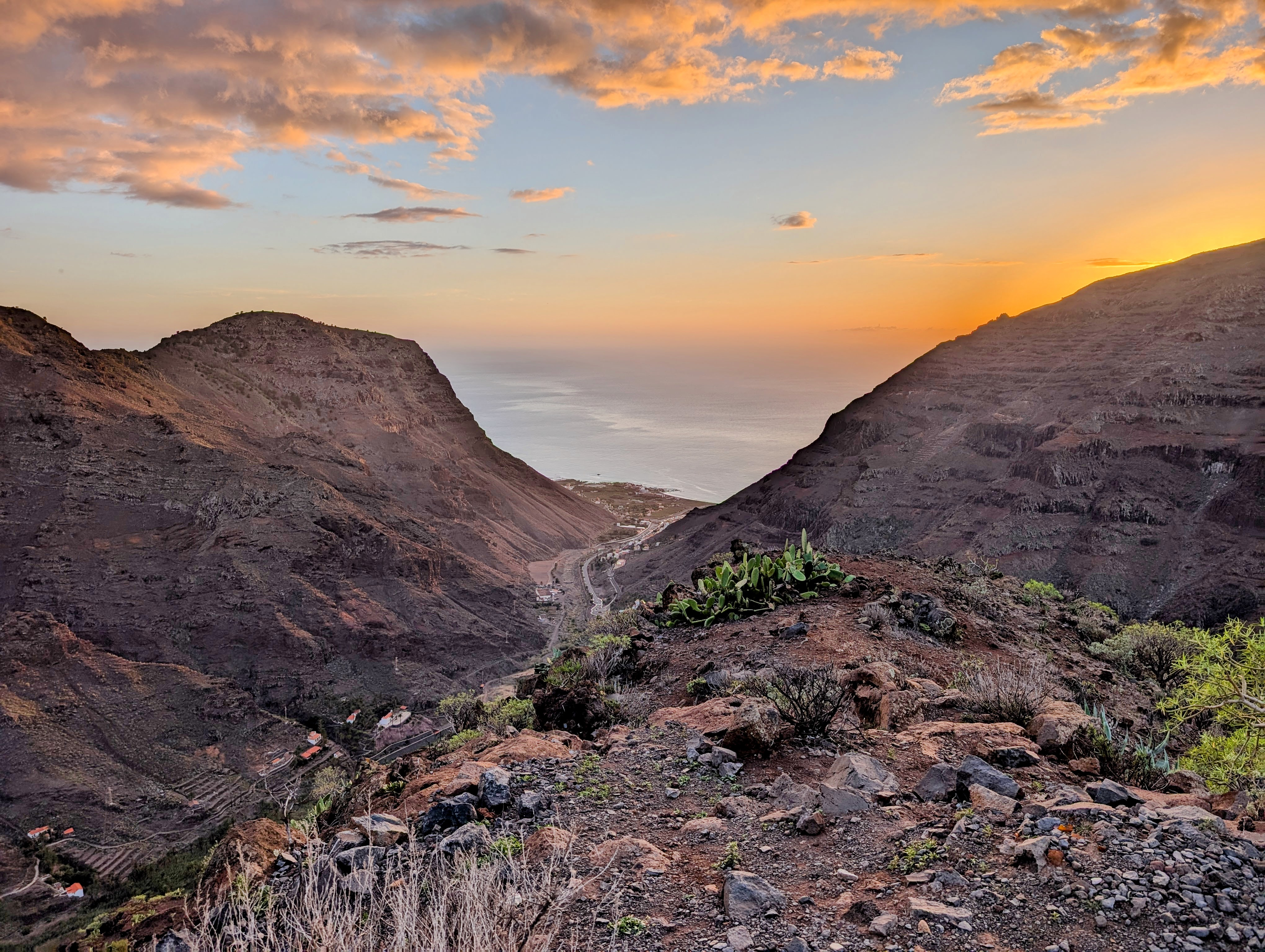
Blick auf das Valle Gran Rey vom Aussichtspunkt Mirador de la Curva del Queso

## Einwohnerentwicklung
| Jahr | Einwohner | Bevölkerungsdichte |
| ---- | --------- | ------------------ |
| 1991 | 3.103     | 95,9 Einw./km²     |
| 1996 | 3.631     | 112,2 Einw./km²    |
| 2001 | 4.238     | 131,0 Einw./km²    |
| 2006 | 5.040     | 155,8 Einw./km²    |
| 2011 | 5.364     | 165,8 Einw./km²    |
| 2016 | 4.285     | 132,4 Einw./km²    |